# Федорівка (Покровський район)
Фе́дорівка (до 18 лютого 2016 року — Лунача́рське) — село Гродівської селищної громади Покровського району Донецької області, Україна. У селі мешкає 64 людей.

## Загальні відомості
Відстань до райцентру становить близько 13 км і проходить автошляхом Т 0515.
Землі села межують із територією с. Бойківка.

## Транспорт
Селом проходить автомобільна дорога місцевого значення С050902 Новоекономічне — Разіне — Федорівка (10,5 км; в OSM).
У селі дві вулиці: Київська і Московська.
Рейсові автобуси ходять до сусіднього села Разіне (4 км, двічі на тиждень), робочі автобуси — до Північного ствола шахти «Краснолиманська» (1,5 км, щоденно).

## Історія

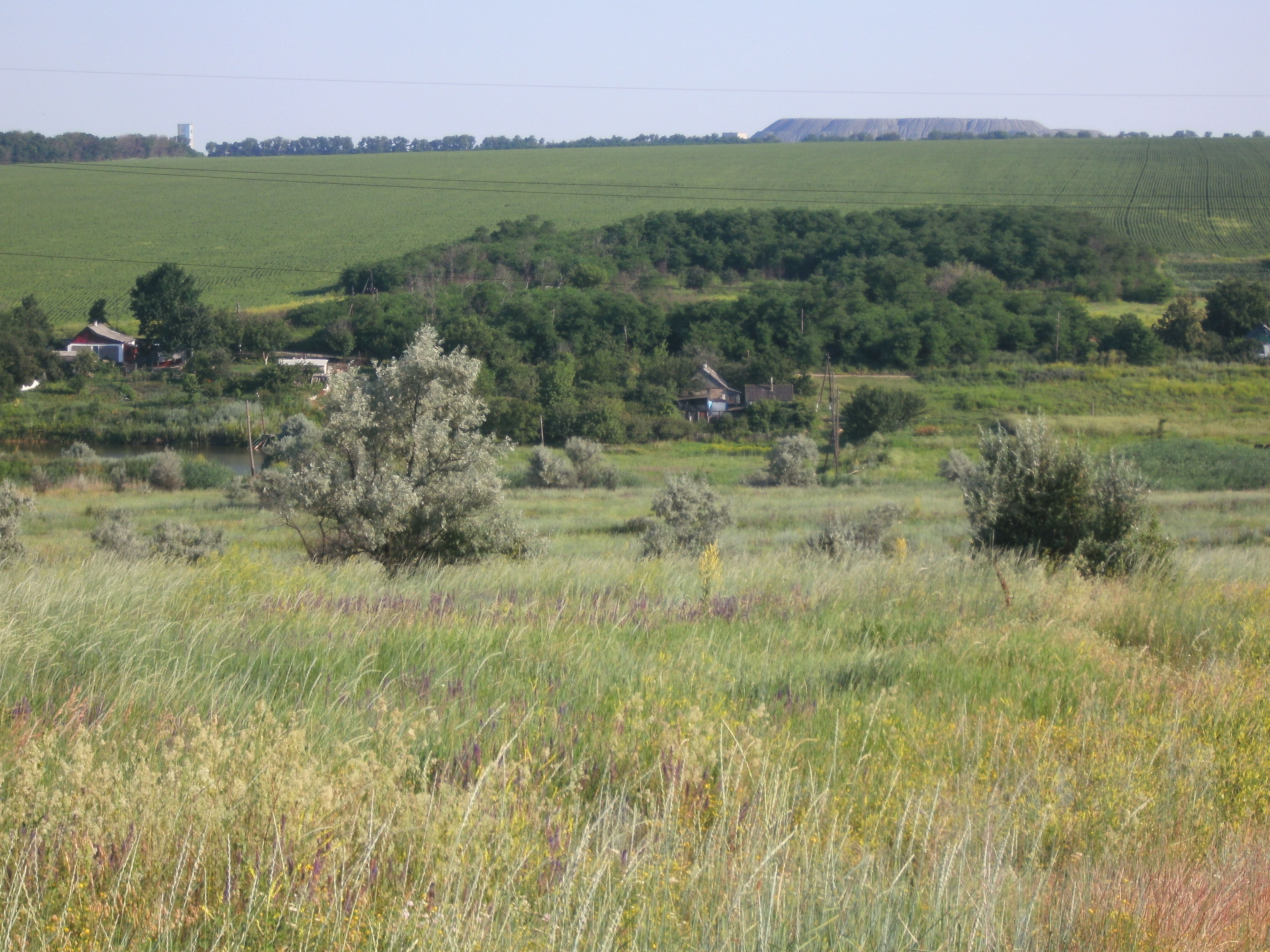
Липова балка в районі Федорівки Покровського району

Село засноване орієнтовно у 1915 році селянами з російських губерній. Назване на честь одного із перших поселенців — Федора Співакова, який запропонував назвати новостворений хутір на свою честь.
Перші поселення біля гирла балки Липова виникли задовго до заснування Федорівки. Так, станом на 1859 рік біля самого гирла струмка Липової балки виникло село Григоріївка (9 дворів, 60 чоловік), що по факту є віддаленою частиною сільця Григоріївка (Разіне). Це район занедбаного кар'єру будівельного каміння на схід від сучасної Федорівки. Втім, ніякого зв'язку із Федорівкою дане село не має, оскільки Григоріївка при Липовій балці була ліквідована приблизно за 40 років до появи Федорівки.
Орієнтовно в 1906 році почалися роботи із закладки Григоріївського рудника генерала В. С. Токайшвілі. Прямого зв'язку із Федорівкою так званий «генеральський рудник» також не мав. Із розвитком гірничих робіт природним стало питання про облаштування житла для робітників і службовців. Станом на 1918 рік, тут були зведені 2 бараки (дім Мовергозе і дім Шинявського), де знаходилися амбулаторія, контора, лавка, склад і проживали службовці рудника. Після 1918 року видобуток на руднику впав, і до 50-х років ХХ століття він існував як кустарна шахта радгоспу «Гірник-2» (село Світле).
Див. також: Шахти Федорівки.
На початку 20-х років бараки Григоріївського рудника були розібрані для зведення житла мешканців хутора Федорівка. Саме тоді хутір змінив назву — на честь наркома просвіти А. В. Луначарського хутір назвали Луначарський. Втім, місцеві мешканці продовжували називати село Федорівкою, і даний топонім ще довго не зникав із географічної карти Донеччини. Так, на статистичній карті Артемівського округу 1928 року хутір називається Луначарський із дублюючим найменуванням Федорівка, а на карті Генштабу 1938 року дане село називається Федорівкою.
В 1951—1952 роках до хутора Луначарський (38 дворів, 51 чоловік) приєднали хутір Зразковий (рос. — Примерный, 28 дворів, 61 чоловік), утворивши єдиний населений пункт — село Луначарське. Втім, місцеві мешканці продовжували називати село Федорівкою. У 2016 році, в рамках виконання Закону про декомунізацію, селу Луначарське присвоєна історична назва — Федорівка.

## Пам'ятки
- Залишки відвалів породи старих шахт — переважно лівий (північний) схил балки Липова, північна околиця Федорівки (див. Шахти Федорівки);
- Занедбаний кар'єр будматеріалів із виходом на поверхню пропластку вугілля у вигляді «сажі» — лівий берег струмка балки Липова біля гирла останнього, східна околиця Федорівки (див. Шахти Федорівки);
- Федорівський ліс — південно-західна околиця Федорівки; станом на вересень 2018 року походження лісового масиву уточнюється.

## Населення
За даними перепису 2001 року населення села становило 64 особи, з них 75 % зазначили рідною мову українську та 23,44 % — російську.